# Krotoszyn (stacja kolejowa)
Krotoszyn – stacja kolejowa w Krotoszynie, w województwie wielkopolskim, w Polsce. Według klasyfikacji PKP ma kategorię dworca regionalnego. Przez stację przebiega linia kolejowa nr 281 Oleśnica – Chojnice, dzięki której jest połączenie ze stacją Wrocław Główny. Natomiast przez stację nie przechodzi linia kolejowa nr 14, z nią połączony jest łącznicami, dzięki czemu możliwe są biegi pociągów do Leszna i Ostrowa Wlkp

## Ruch pasażerski
| Rok  | Wymiana pasażerska na dobę |
| ---- | -------------------------- |
| 2017 | 300-499                    |
| 2022 | 500-699                    |

## Historia
Była stacją styczną kolei normalnotorowej Krotoszyn do stacji Krotoszyn Wąskotorowy Krotoszyńskiej Kolei Dojazdowej relacji Krotoszyn Wąskotorowy - Dobrzyca - Pleszew Miasto/Broniszewice. Stacja uruchomiona została w 1888 r. z chwilą uruchomienia linii Leszno – Ostrów Wlkp. W okresie świetności współdzieliła ze stacją Krotoszyn Wąskotorowy kasy i poczekalnię.
15 września 1970 roku został oddany po modernizacji budynek dworca. Zakres modernizacji obejmował pomieszczenia administracji, kas biletowych, poczekalni dla podróżnych, świetlicę dla młodzieży szkolnej oraz zaplecze gastronomiczne. Zmieniona została też elewacja budynku. W poczekalni dla podróżnych na ścianie pod zegarem umieszczona jest pamiątkowa tablica, poświęcona pamięci powstania wielkopolskiego 1918-1919. Treść napisu umieszczonego na tablicy jest następująca:
W dniu 1 stycznia 1919 r. o godz. 18 wydarli dworzec ten spod przemocy pruskiej Powstańcy Wielkopolscy.
Wspierani przez pociąg pancerny nr 11. "Poznańczyk" nadesłany przez Naczelne Dowództwo WP  w Warszawie celem poparcia działań powstańczych.
Czyn ten zadecydował o zdobyciu Miasta Krotoszyna i rozprzestrzenieniem Powstania w Powiecie Krotoszyńskim.
Ku wiecznej pamięci – dla pokrzepienia serc Rodaków tablice tę ufundował związek b. uczestników Powstań Narodowych R.P Grupa Krotoszyn.
Krotoszyn, dnia 1 stycznia 1932 r.
25 marca 2019 uruchomiono nieczynne w ruchu pasażerskim od grudnia 2016 roku połączenie kolejowe między stacjami Grabowno Wielkie a Krotoszynem. Połączenie obsługuje 7 par pociągów dziennie, a przewozy prowadzą Koleje Dolnośląskie. 

## Galeria

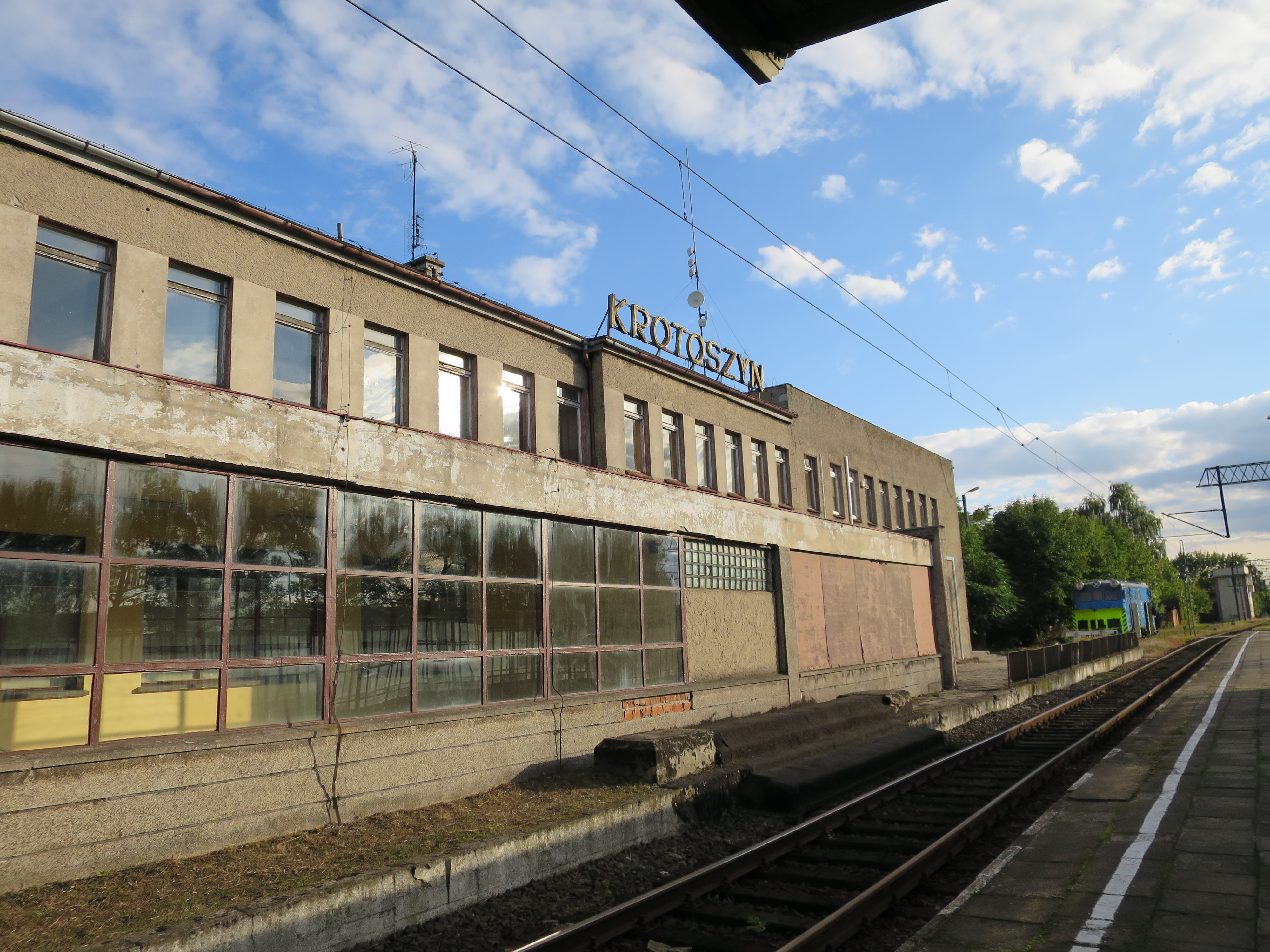
Dworzec widoczny z peronów
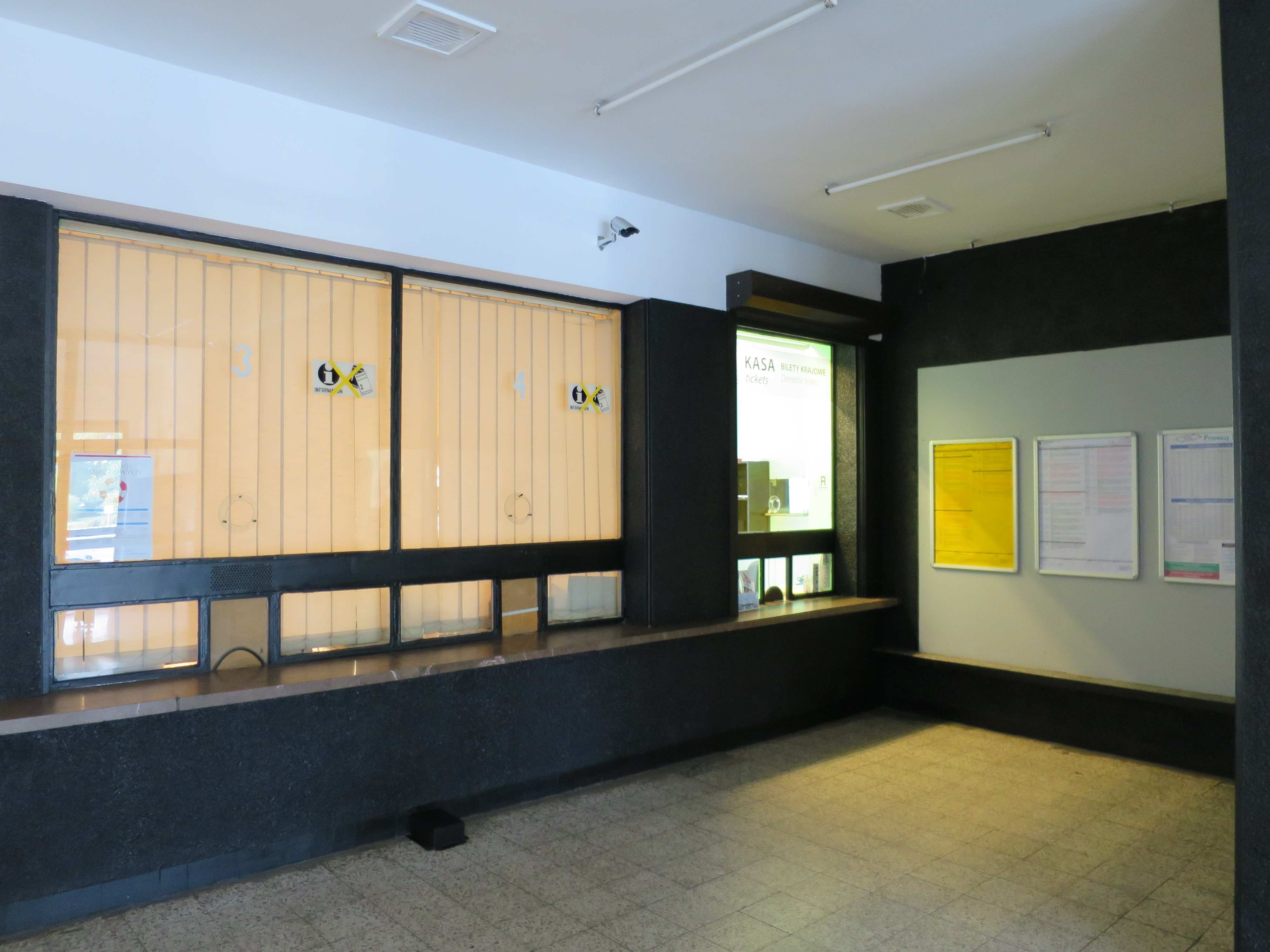
Kasy biletowe
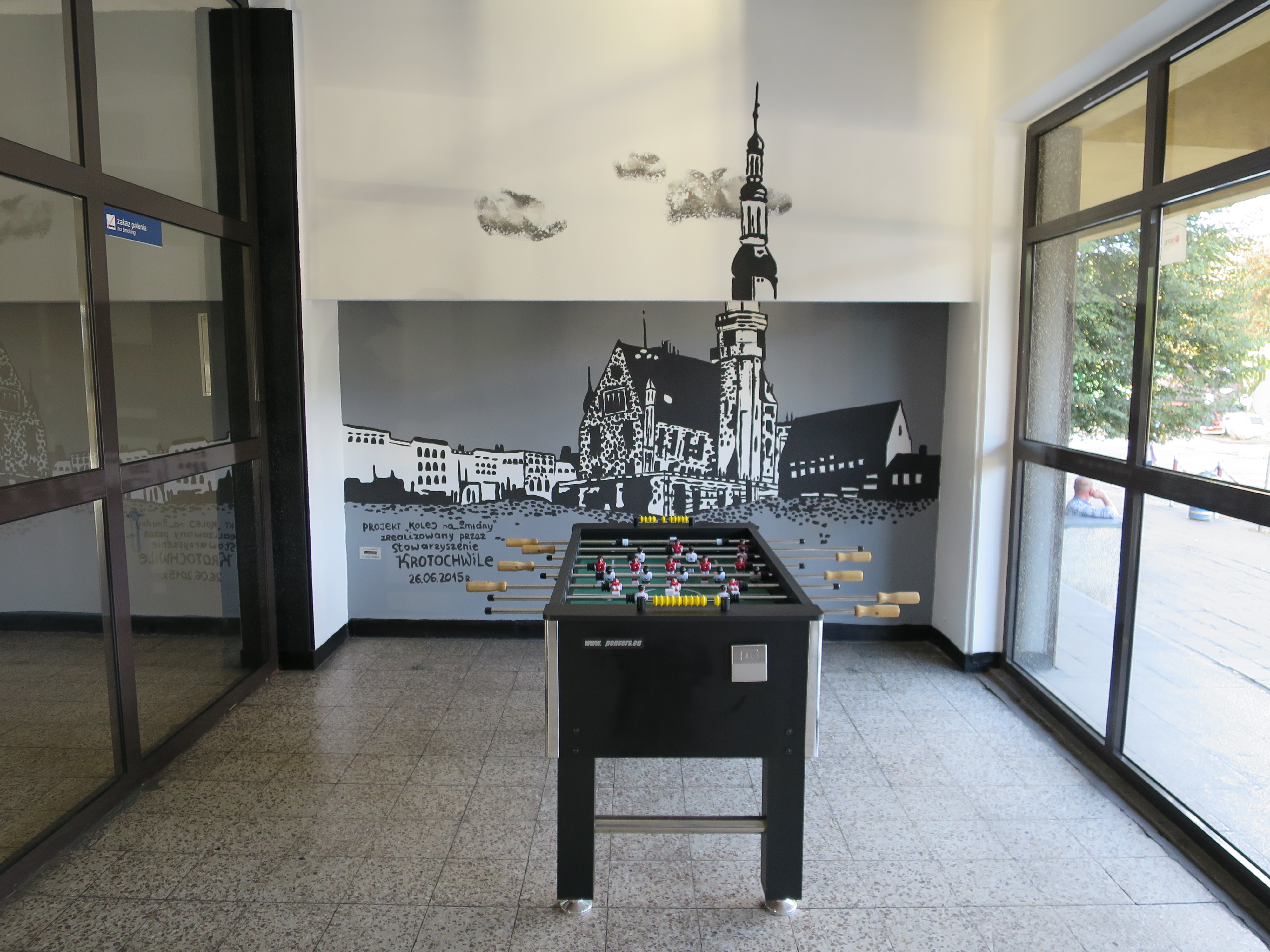
Miejsce rozrywki dla podróżnych
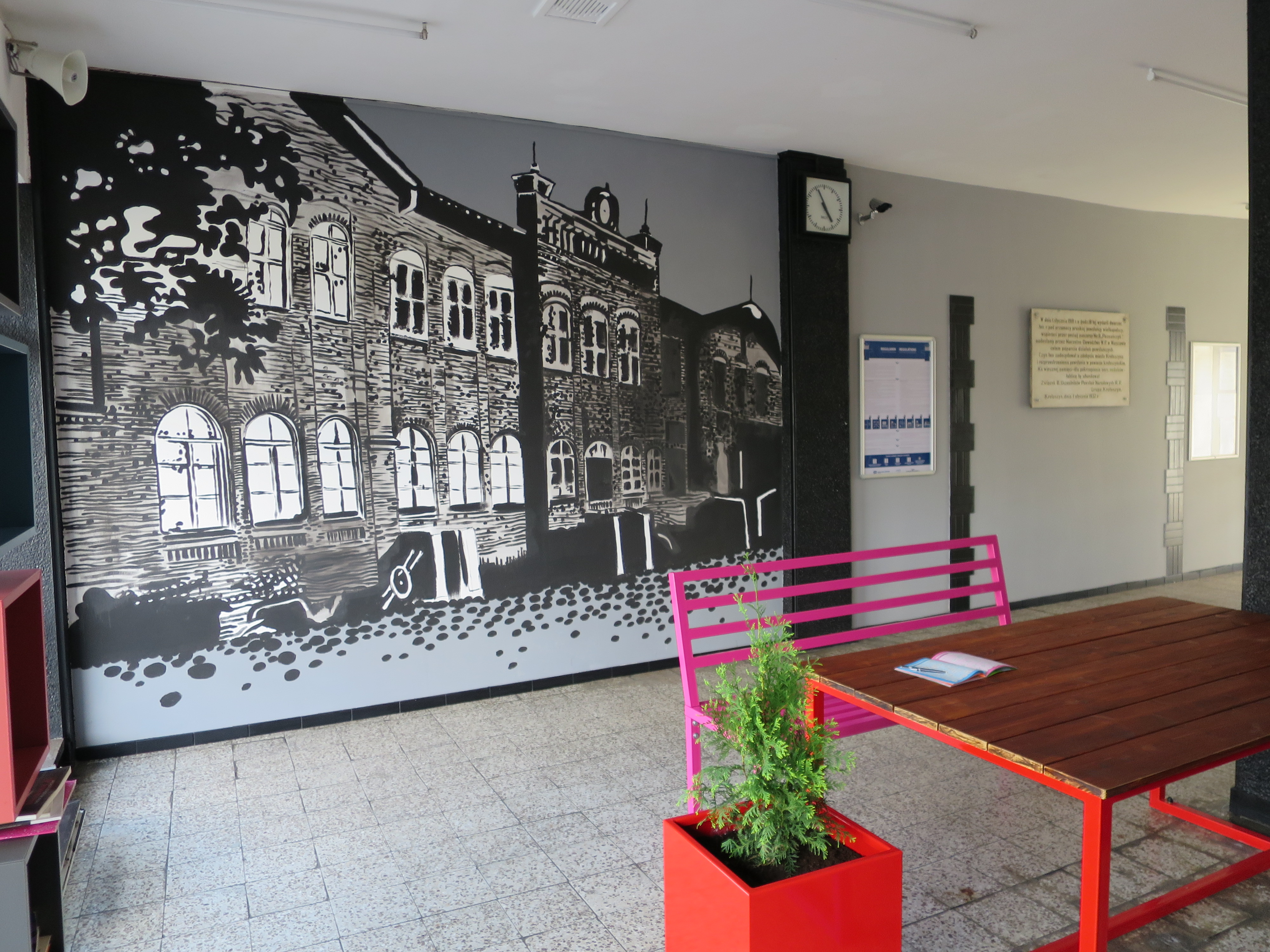
Poczekalnia
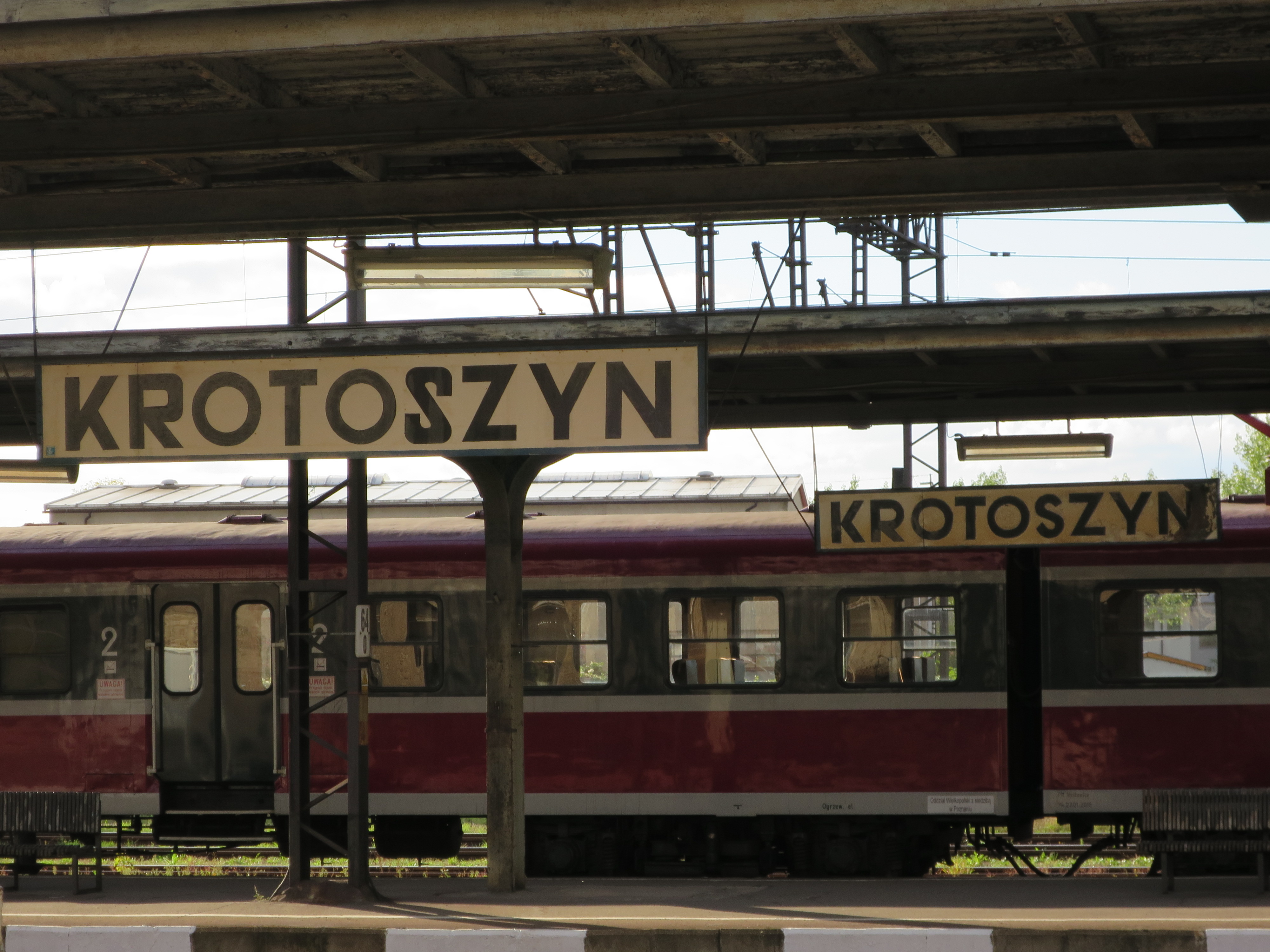
Perony
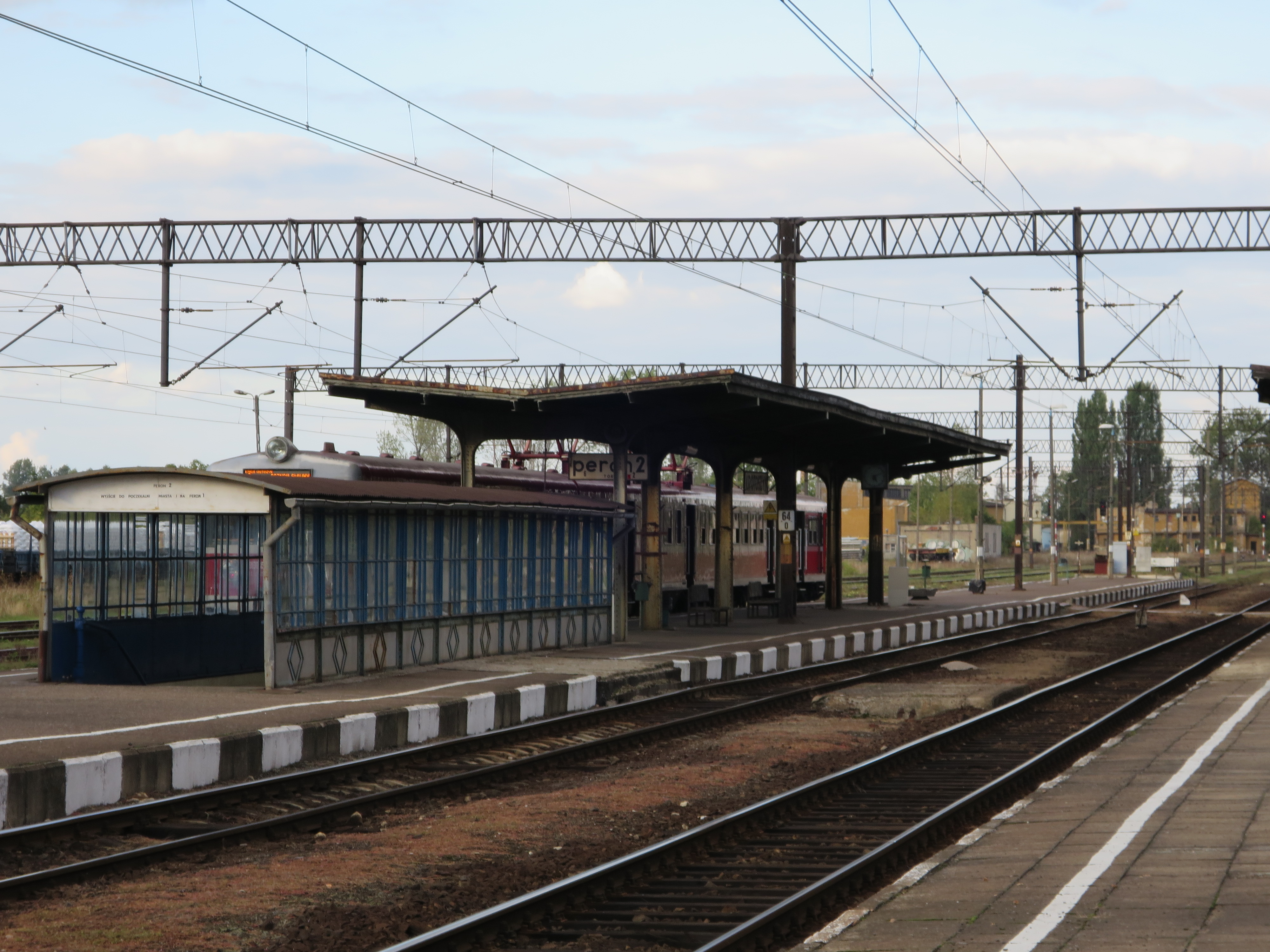
Perony
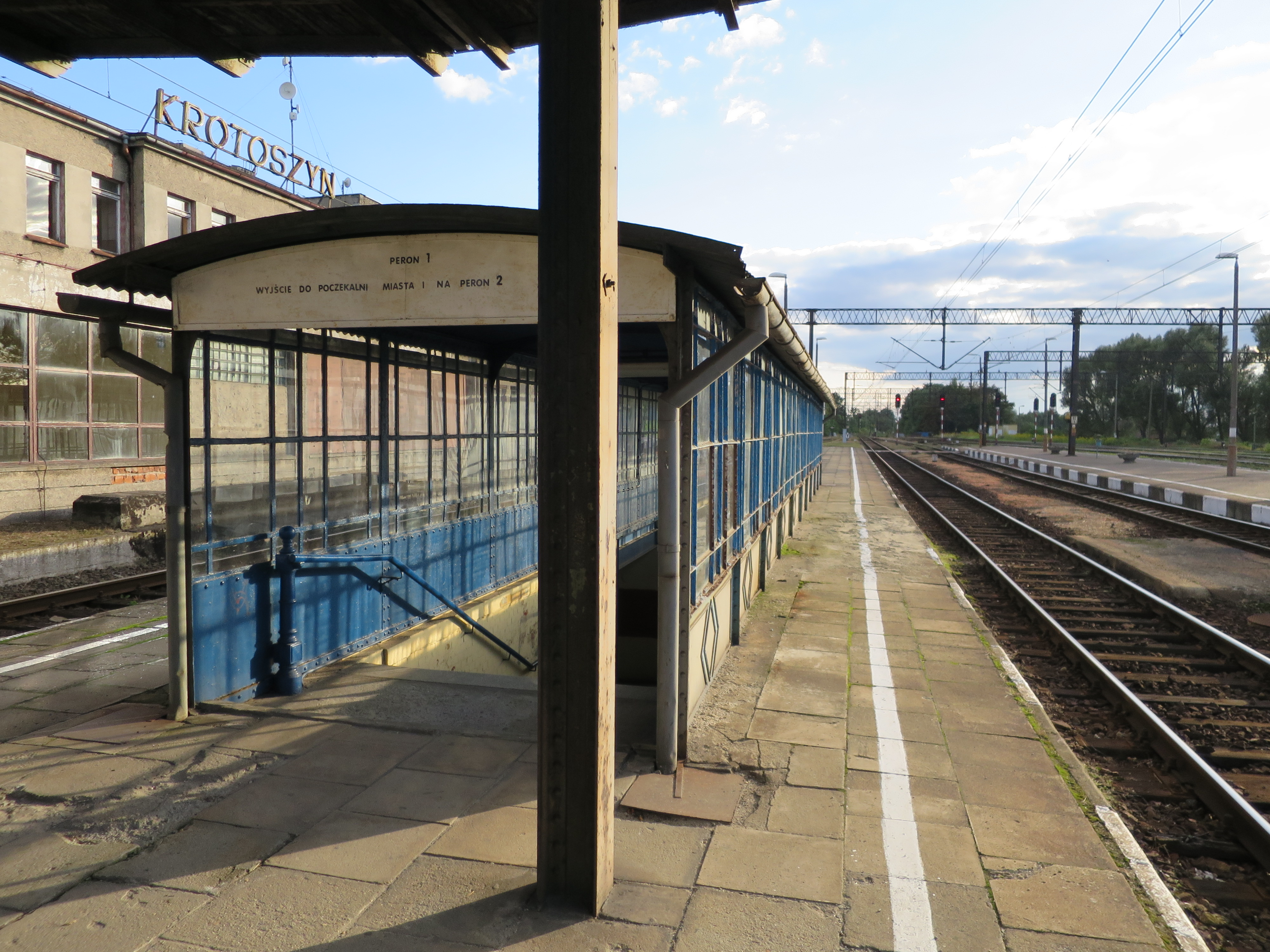
Zejście do tunelu
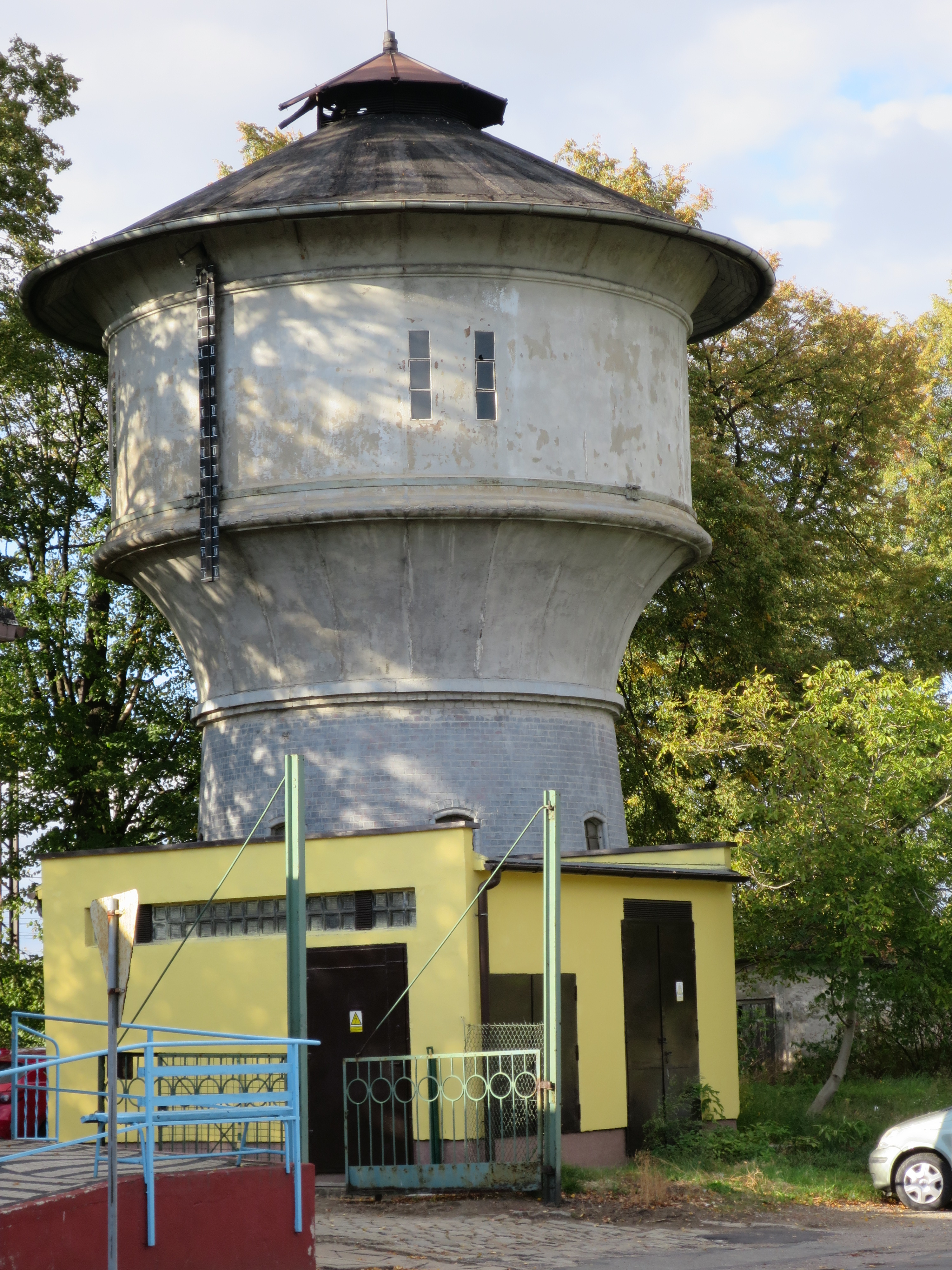
Wieża ciśnień